# Amblyglyphidodon batunai
Amblyglyphidodon batunai är en fiskart som beskrevs av Allen, 1995. Amblyglyphidodon batunai ingår i släktet Amblyglyphidodon och familjen Pomacentridae. Inga underarter finns listade i Catalogue of Life.